# برنشتاین ایم بورگنلند
برنشتاین ایم بورگنلند (به آلمانی: Bernstein im Burgenland) یک منطقهٔ مسکونی در اتریش است که در ناحیه اوبروارت واقع شده‌است. برنشتاین ایم بورگنلند ۲٬۳۲۲ نفر جمعیت دارد.